# كيتي مارغوليس
كيتي مارغوليس (بالإنجليزية: Kitty Margolis)‏ هي عازفة الجاز ومغنية أمريكية، ولدت في 7 نوفمبر 1955 في سان ماتيو في الولايات المتحدة.

## وصلات خارجية
- كيتي مارغوليس على موقع ميوزك برينز (الإنجليزية)
- كيتي مارغوليس على موقع أول ميوزيك (الإنجليزية)
- كيتي مارغوليس على موقع ديسكوغز (الإنجليزية)